# Ivica Stevanović
Pour les articles homonymes, voir Stevanović.
Ivica Stevanović (cyrillique serbe : Ивица Стевановић, né le 6 janvier 1977, à Niš) est un auteur et dessinateur de bande-dessinée serbe. Il vit à Novi Sad, en Serbie.

## Publication
- L'Anatomie du ciel, scénario de Zoran Penevski (one shot), Les Humanoïdes Associés, 2006.